# Tatra KT4

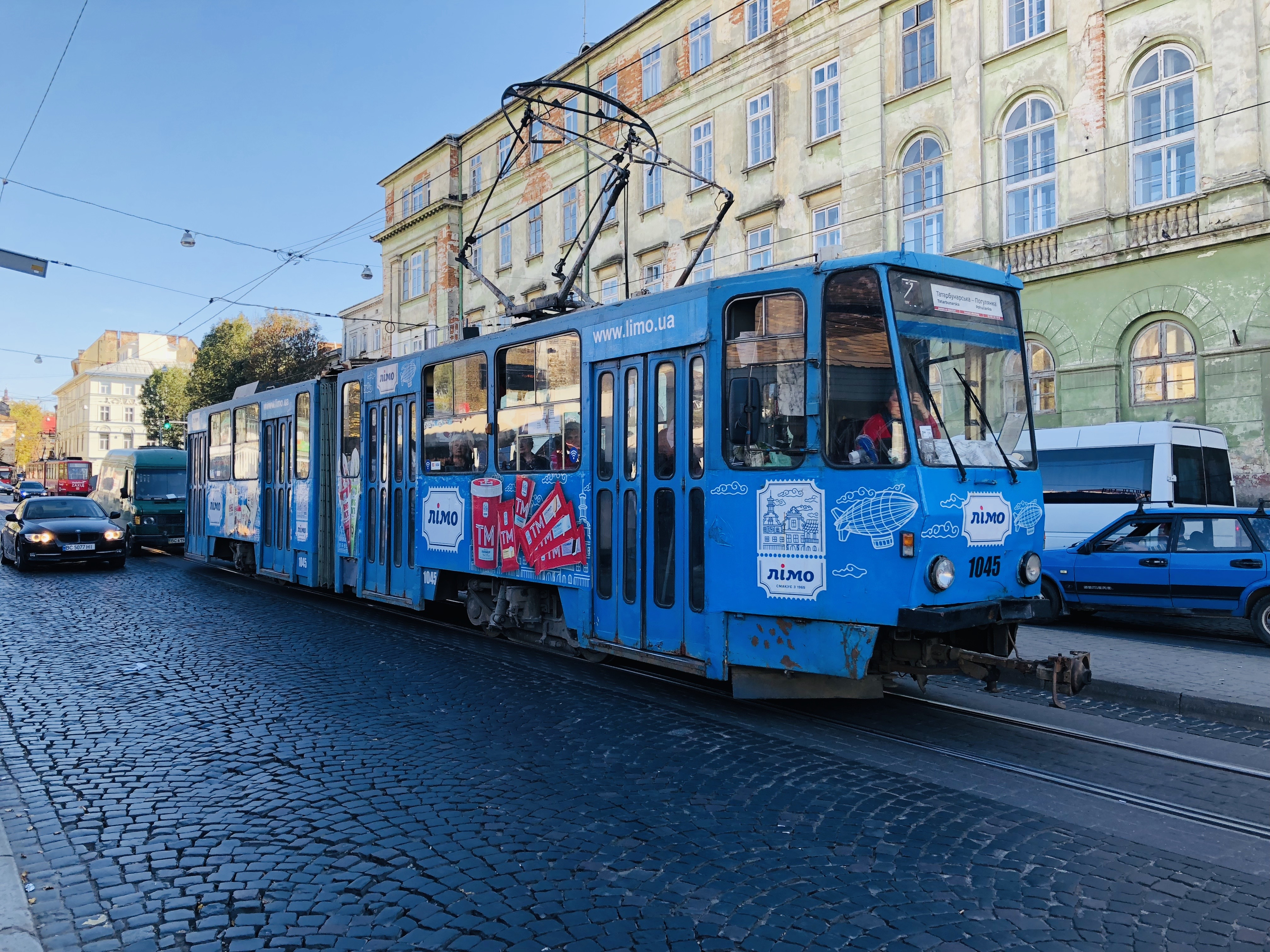
Tatra KT4D in Lviv

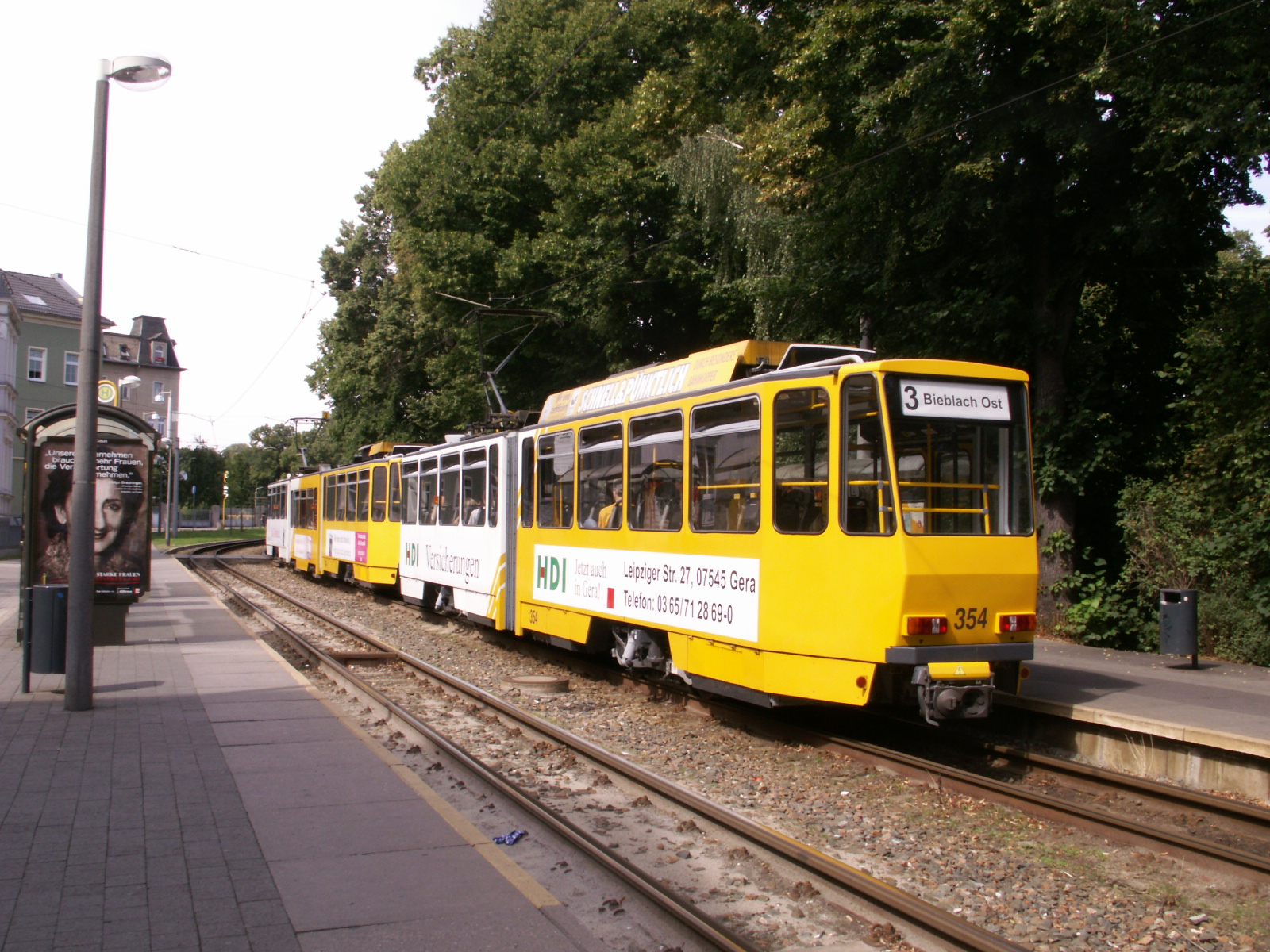
Tatra KT4D en KTNF8 in Gera

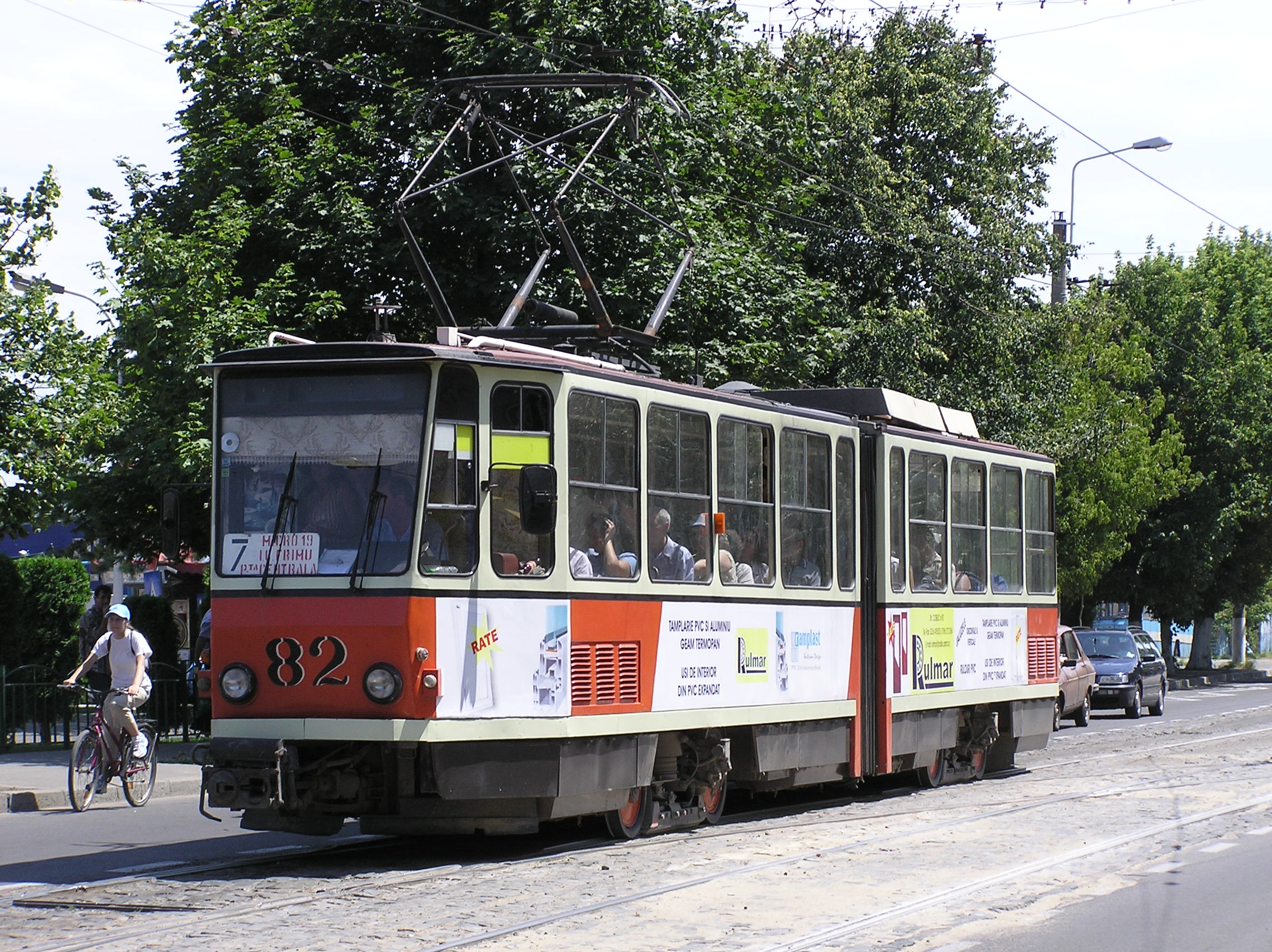
Tatra KT4D in Galați

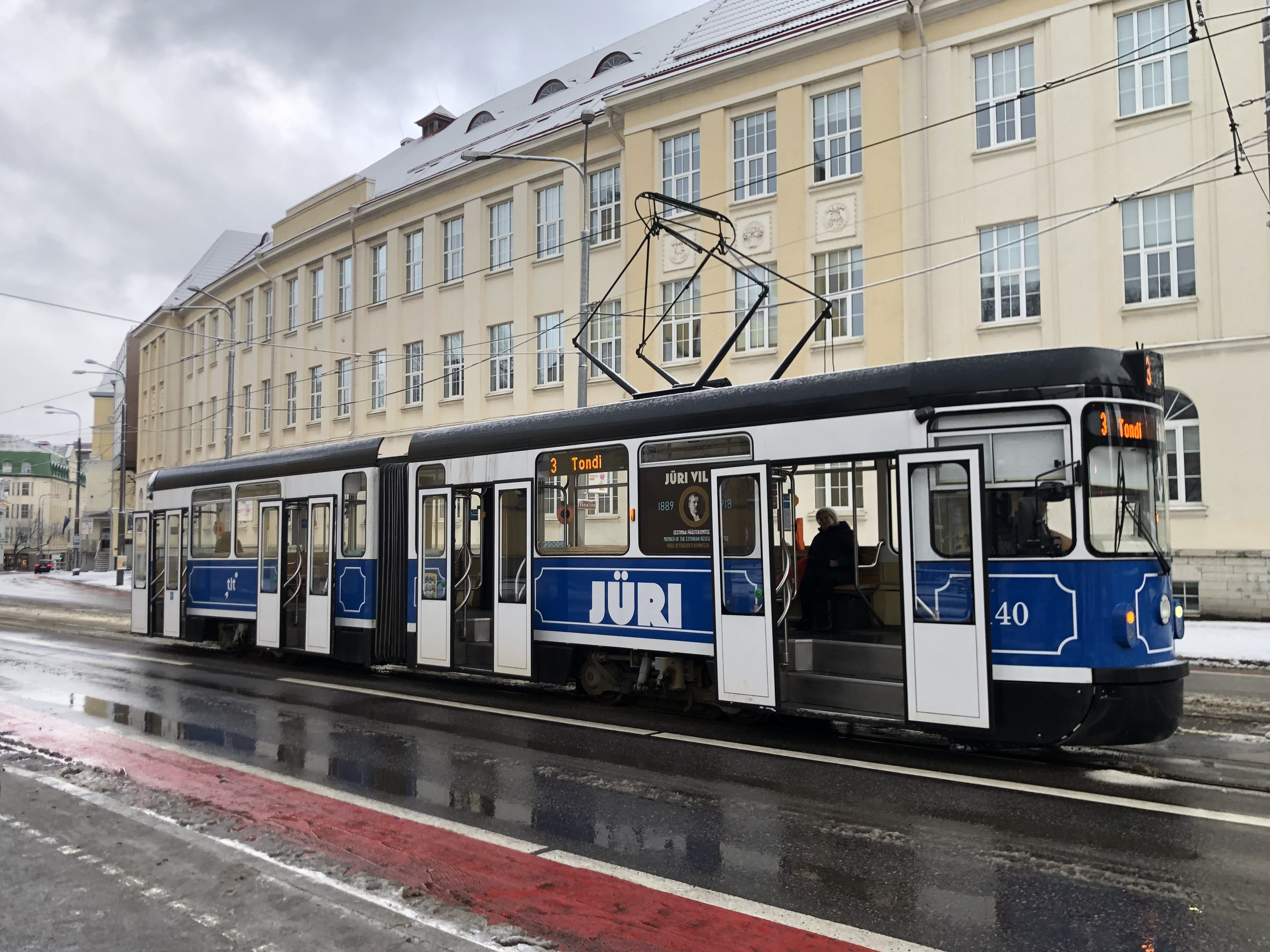
Gerenoveerde KT4 in Tallinn

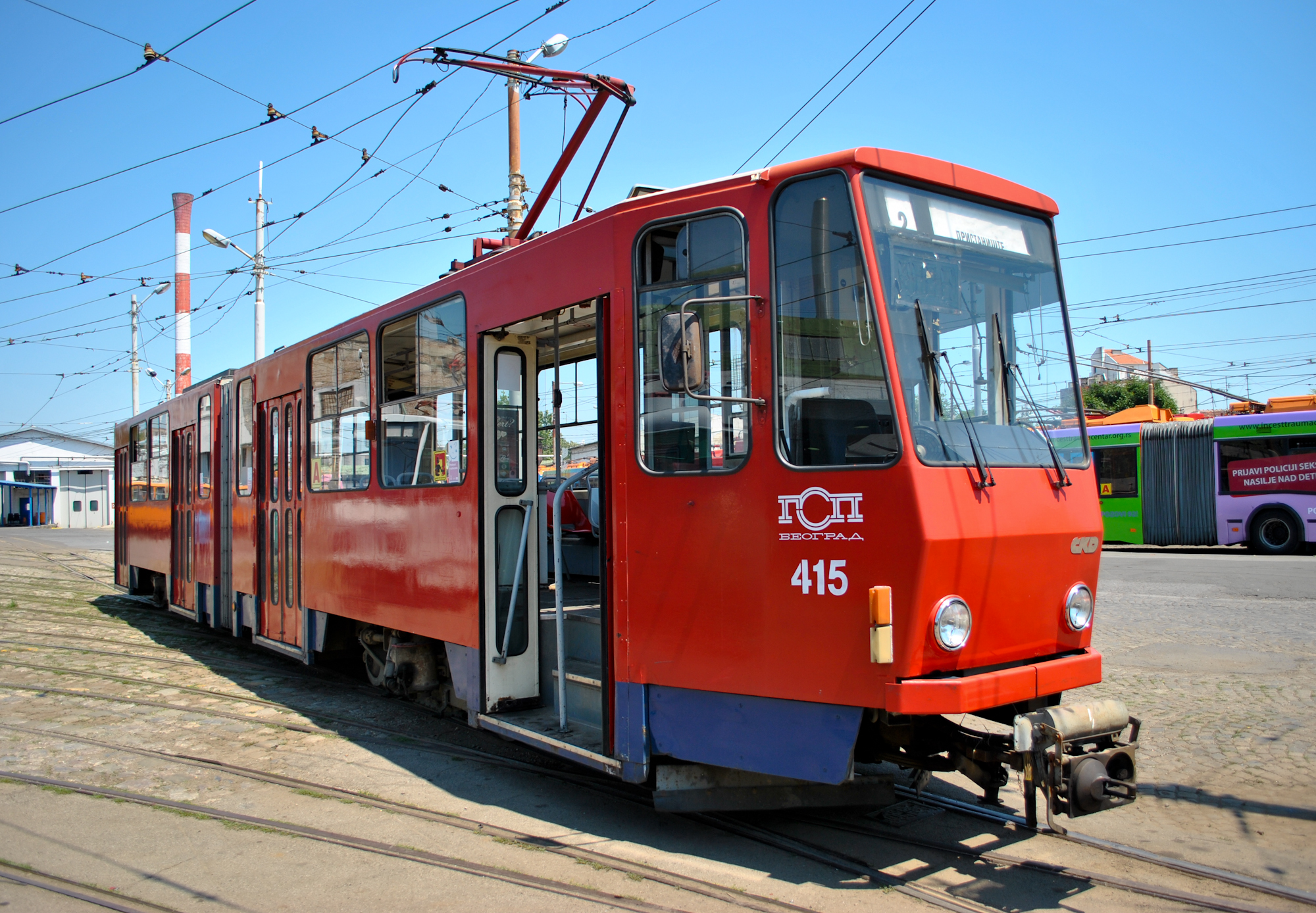
KT4M-YU in Belgrado

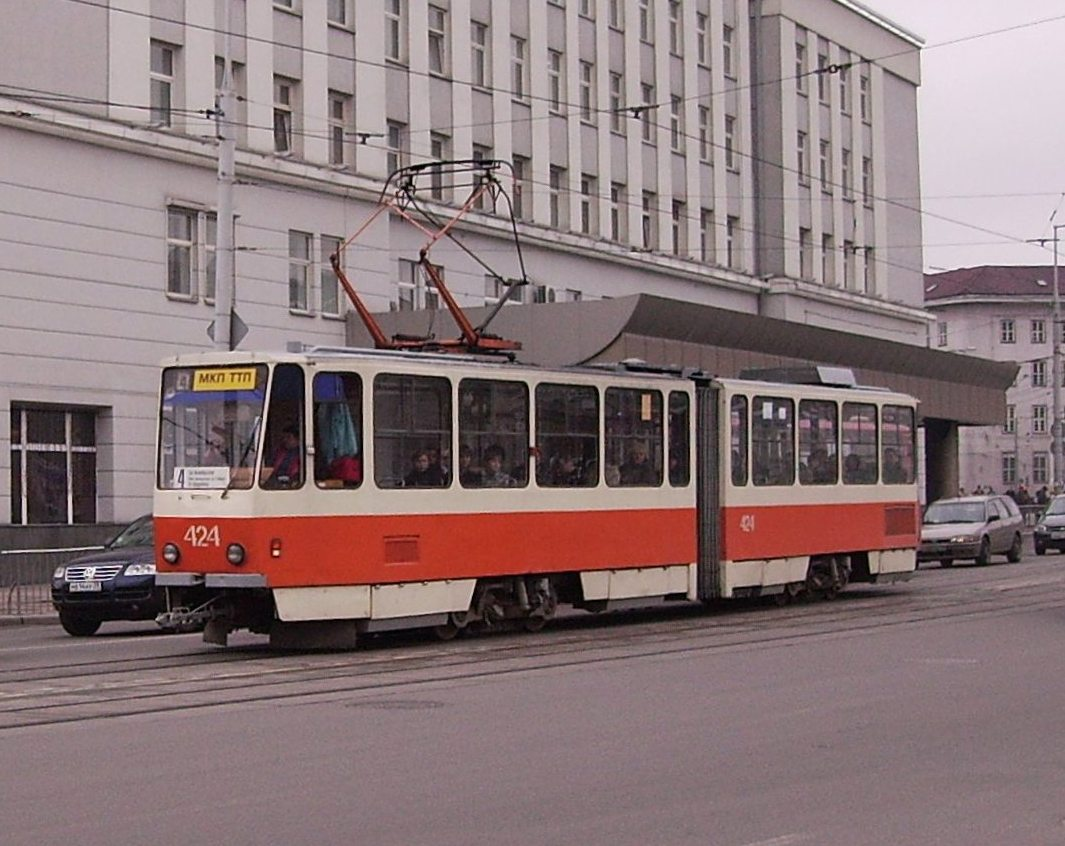
Tatra KT4SU in Kaliningrad

De Tatra KT4- is een type tram dat werd geproduceerd in de jaren 1974 tot 1997 door ČKD Tatra in Praag, Tsjecho-Slowakije (later Tsjechische Republiek).

## Constructie
De KT4 is een tweedelige enkelgelede eenrichtingtram, uitgerust met vier harmonicadeuren. De beide bakken hebben ieder twee assen en zijn direct met elkaar verbonden. Het tramstel heeft een hoge vloer.

## Geproduceerde typen

### KT4D
De KT4D, geproduceerd tussen 1974 en 1990, is de meest geproduceerde versie van de KT4 en is ontworpen voor Oost-Duitse steden. Wagens van dit type reden in veel Oost-Duitse steden: Oost-Berlijn, Brandenburg, Cottbus, Erfurt, Frankfurt (Oder), Gera, Görlitz, Gotha, Leipzig, Plauen, Potsdam en Zwickau.
In 1982 vervaardigde men 2 prototypen met thyristorbesturing, de KT4Dt. In 1983 begon de massaproductie ervan en alle 99 exemplaren die tot 1987 geproduceerd werden gingen naar Oost-Berlijn. Totaal 1042 wagens werden geproduceerd in verschillende versies. In de jaren 90 werden de meeste gemoderniseerd. In Cottbus en Brandenburg (KTNF6) en Gera (KTNF8) werd de tram voorzien van een lage vloer middenbak.
Tatra KT4 in Duitsland worden inmiddels vervangen door moderner materieel en de wagens werden verkocht aan andere Europese landen. Op deze manier begon de inzet van de KT4D in Roemenië, Oekraïne (Lviv), en Hongarije (Szeged). Szczecin (Polen) kocht in 2007 21 wagens van het type KT4DtM van de Berlijnse BVG. Deze wagens hebben een grondige modernisering ondergaan door de Siemens-fabrieken en verschillen sterk van de fabrieks-KT4Dt.

### KT4SU
Voor de Sovjet-Unie werden tussen 1980 en 1990 415 exemplaren gebouwd van het type KT4SU. Twee prototypes die in 1976 gebouwd waren werden in Praag uitgetest en vervolgens aan Lviv geleverd. Meer exemplaren werden geleverd aan Jevpatorija, Kaliningrad, Liepaja, Pyatigorsk, Zjytomyr, Tallinn en Vinnytsja.

### KT4YU
Joegoslavische versie KT4YU werd geproduceerd voor Belgrado en Zagreb. In totaal werden in de periode 1980-1997 260 stuks vervaardigd, waaronder een prototype met thyristor, aangegeven als type KT4YUt.

### KT4K
De 50 wagens van het type KT4K die bestemd waren voor Pyongyang werden geproduceerd in 1991 in China met uit Tsjechië ingevoerde onderdelen. Tijdens de exploitatie van de KT4K werden de wagens verbouwd en de geleding verwijderd. Beide delen van de tram werden permanent samengevoegd, waardoor een vierasser van ongeveer 18 meter ontstond.

## Exploitatie
| Stad                                    | Stad             | Periode     | Modificatie         | Aantal |
| --------------------------------------- | ---------------- | ----------- | ------------------- | ------ |
| Vlag van Kazachstan                     | Almaty           | 1998 – 2000 | KT4D                | 50     |
| Vlag van Joegoslavië                    | Belgrado         | 1980 – 1997 | KT4YU, KT4M-YUB     | 440    |
| Vlag van Duitse Democratische Republiek | Berlijn          | 1976 – 1987 | KT4D, KT4Dt, KT4DtM | 576    |
| Vlag van Duitse Democratische Republiek | Brandenburg      | 1979 – 1983 | KT4D, KTNF6         | 16     |
| Vlag van Duitse Democratische Republiek | Cottbus          | 1978 – 1990 | KT4D, KTNF6         | 65     |
| Vlag van Duitse Democratische Republiek | Erfurt           | 1976 – 1990 | KT4D                | 156    |
| Vlag van Duitse Democratische Republiek | Frankfurt (Oder) | 1987 – 1990 | KT4D, KT4Dm         | 34     |
| Vlag van Duitse Democratische Republiek | Gera             | 1978 – 1990 | KT4D, KT4DMC, KTNF8 | 60     |
| Vlag van Duitse Democratische Republiek | Gotha            | 1981 – 1982 | KT4D                | 6      |
| Vlag van Duitse Democratische Republiek | Görlitz          | 1983 – 1990 | KT4D                | 11     |
| Vlag van Sovjet-Unie                    | Jevpatorija      | 1987 – 1990 | KT4SU               | 18     |
| Vlag van Sovjet-Unie                    | Kaliningrad      | 1987 – 1997 | KT4SU, KT4D         | 70     |
| Vlag van Duitse Democratische Republiek | Leipzig          | 1976        | KT4D                | 8      |
| Vlag van Sovjet-Unie                    | Liepaja          | 1983 – 2005 | KT4 SU, KT4D        | 34     |
| Vlag van Sovjet-Unie                    | Lvov             | 1976 – 1988 | KT4SU               | 145    |
| Vlag van Sovjet-Unie                    | Pjatigorsk       | 1988 – 1994 | KT4SU               | 55     |
| Vlag van Noord-Korea                    | Pyongyang        | 1991        | KT4K                | 50     |
| Vlag van Duitse Democratische Republiek | Plauen           | 1976 – 1988 | KT4D                | 35     |
| Vlag van Duitse Democratische Republiek | Potsdam          | 1974 – 1983 | KT4D                | 45     |
| Vlag van Polen                          | Szczecin         | 2007        | KT4DtM              | 21     |
| Vlag van Sovjet-Unie                    | Tallinn          | 1980 – 1990 | KT4SU, KTNF6        | 109    |
| Vlag van Sovjet-Unie                    | Vinnytsja        | 1980 – 1990 | KT4SU               | 81     |
| Vlag van Sovjet-Unie                    | Zjytomyr         | 1981 – 1987 | KT4SU               | 20     |
| Vlag van Duitse Democratische Republiek | Zwickau          | 1987 – 1990 | KT4D                | 32     |

## Herbouw

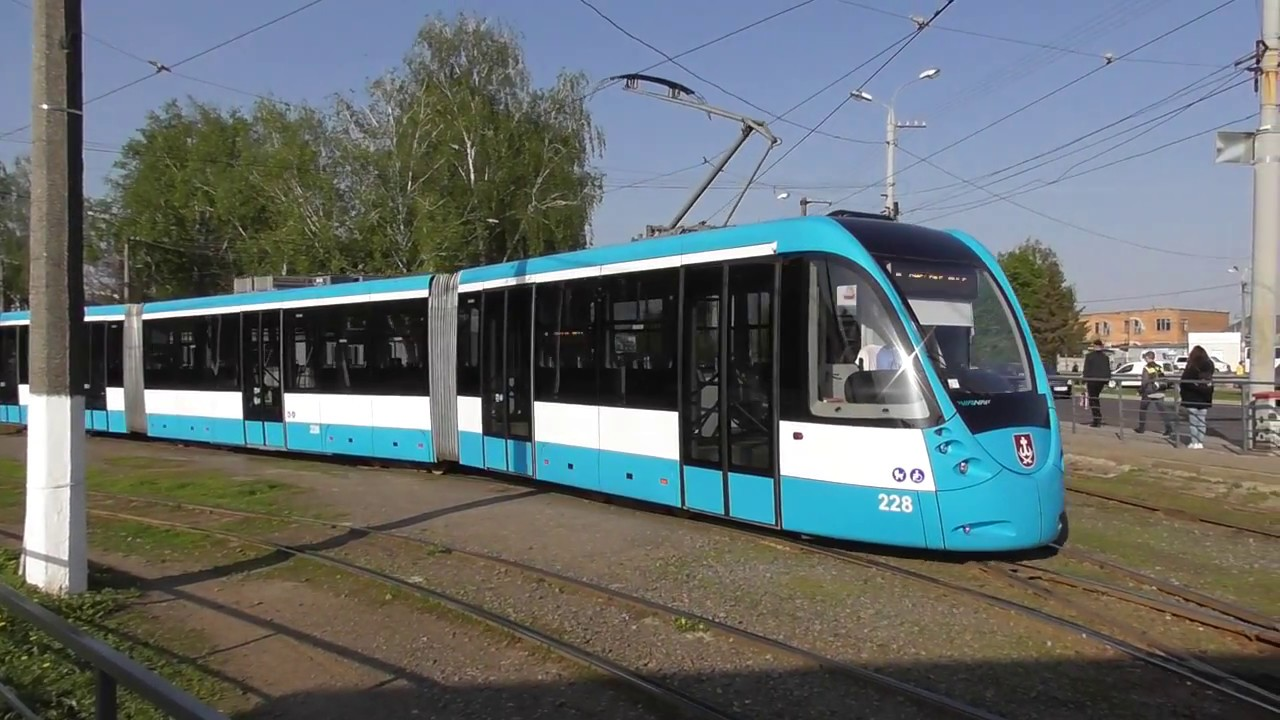
KT4UA in Vinnytsja

Voor het lokale tramnet van Vinnytsja zijn ten minste vier trams gefacelift en voorzien van een lagevloer middenbak. Na de ombouw hebben de trams de typenaam "KT4UA" gekregen.